# Carabus creutzeri
Carabus creutzeri là một loài bọ cánh cứng. In Trung Âu, nó có thể được tìm thấy ở đông nam Áo, Kärnten và Đông Tyrol. Nó cũng được tìm thấy ở Slovenia.

## Hình ảnh

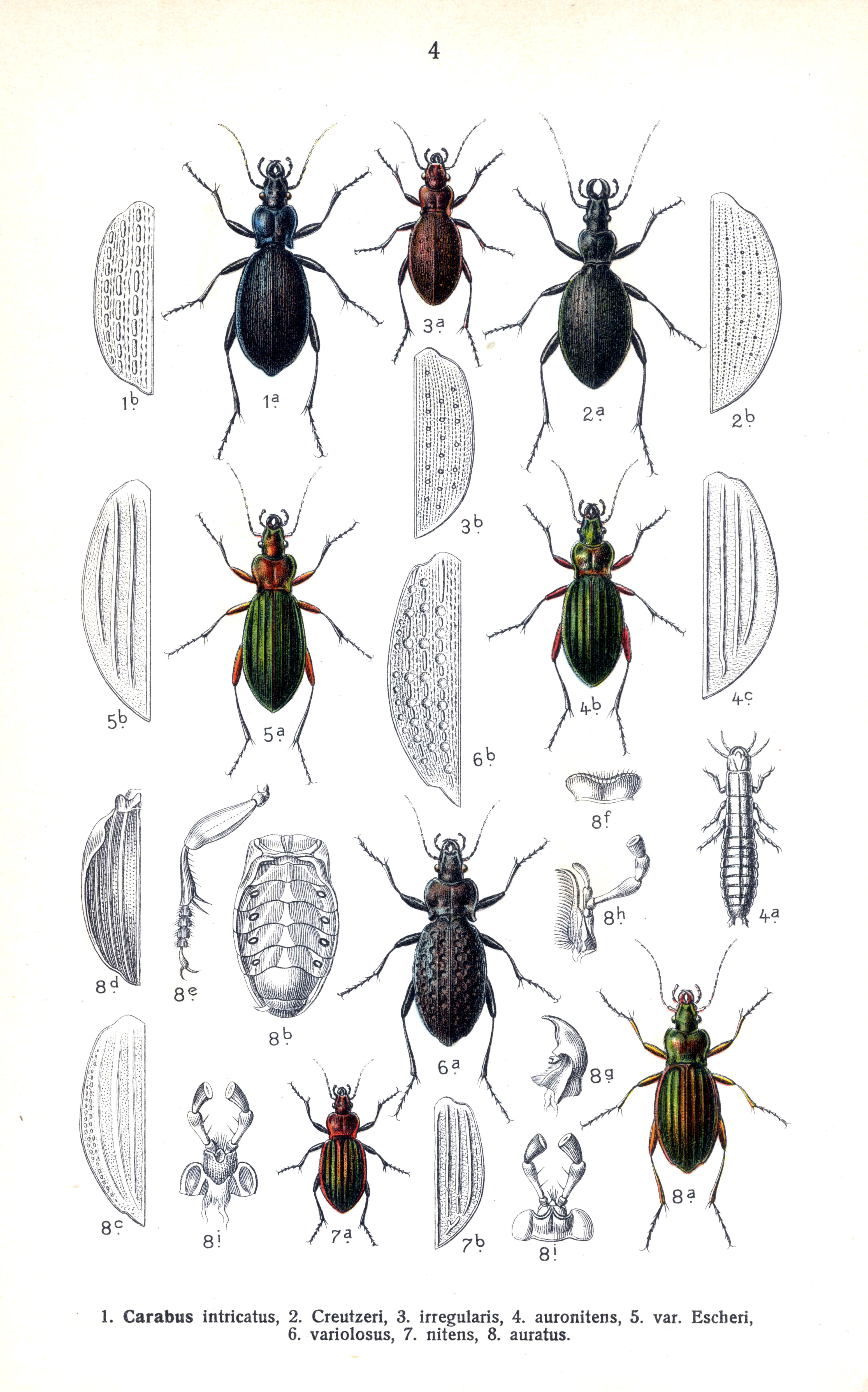
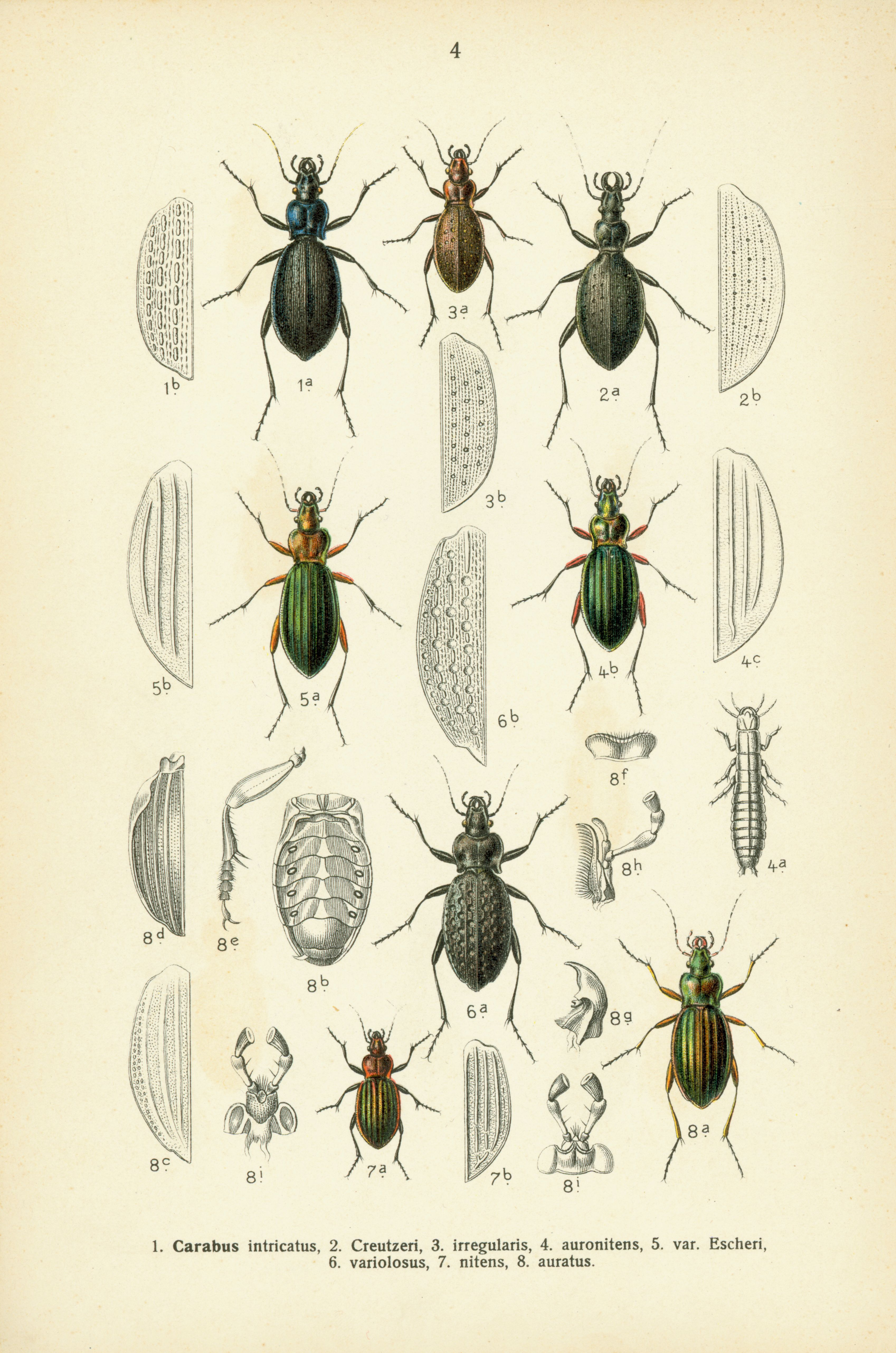